# Svemirska patrola (televizijska serija)
Svemirska patrola bila je hrvatska znanstvenofantastična televizijska serija emitirana 1959. godine na Televiziji Zagreb. Serija je sastavljena od tri polusatne epizode koje je napisao i režirao Ilko Rosić, a smatra se prvim pokušajem Televizije Zagreb da stvori znanstvenofantastičnu seriju za djecu i mlade.
Serija se bavila svemirskim pustolovinama grupe dječaka koji raketom posjećuju Mjesec, susreću izvanzemaljce (Selenite), te se vraćaju natrag na Zemlju, odnosno istražuju druge planete poput Marsa.
Prikazana je od 28. veljače do kraja svibnja 1959.

## Pregled serije
Prva epizoda emitirana je 28. veljače 1959., druga 21. ožujka, treća epizoda trebala se emitirati 2. svibnja 1959., no emitiranje je odgođeno, što potvrđuju kasnije objavljeni televizijski rasporedi u dnevnom i tjednom tisku. Iako razlog odgode nije eksplicitno naveden, pretpostavlja se da je do nje došlo zbog blagdanskog rasporeda i prazničnog vikenda povodom Praznika rada (1. svibnja), kada su na programu bile predviđene posebne emisije i prijenosi koji su izmijenili redoviti raspored. U to se vrijeme često događalo da televizijske emisije budu pomaknute ili zamijenjene programima od državne važnosti, osobito kada je riječ o serijama čija produkcija još nije bila u potpunosti ustaljena.
| Br. | Naslov          | Nadnevak prikazivanja |
| --- | --------------- | --------------------- |
| 1. | "Prva epizoda"  | 28. veljače 1959.     |
| U prvoj epizodi, skupina dječaka putuje na Mjesec i ondje otkriva tragove drevne civilizacije Selenita. Istražuju njihov napušteni grad, a jedan dječak nehotice aktivira raketu kojom se dječaci vraćaju na Zemlju, dok njihov zapovjednik Čedo ostaje na Mjesecu bez hrane i s vrlo malo kisika. |                 |                       |
| 2. | "Druga epizoda" | 21. ožujka 1959.      |
| U drugoj epizodi dječaci se vraćaju na Mjesec u spasilačkoj misiji i susreću se s bićem po imenu Irs koje im omogućuje pogled na zbivanja na drugim planetima. |                 |                       |
| 3. | "Treća epizoda" | svibanj 1959.         |
| Treća epizoda vodi ih na Mars, gdje istražuju tajne izgubljene civilizacije i susreću se s arheološkim ostacima i mikrofilmovima koji dokumentiraju povijest Selenita. |                 |                       |

## Glumačka postava
- Josip Marotti
- Ljubomir Kapor
- Vladimir Leib
- Ansambl dječje drame Radio Zagreb

## Produkcija
Serija je bila zamišljena kao pokušaj popularizacije znanstvene fantastike u televizijskom formatu za djecu. Produkcija je uključivala specijalne efekte i scenografiju inspiriranu svemirskim letovima i tadašnjim entuzijazmom oko svemirskih istraživanja.

## Naslijeđe
Iako su mnoge programske dokumentacije i izvori o seriji izgubljeni, Svemirska patrola ostala je upamćena kao najraniji poznati pokušaj stvaranja domaće serije na hrvatskoj televiziji. Unatoč tehničkim ograničenjima, istaknuta je kao originalan i domišljat projekt koji je poslužio kao prethodnica kasnijim ambicioznijim serijama poput Stoljetne eskadre.

## Vanjske poveznice
- Svemirska patrola u internetskoj bazi filmova IMDb-a